# Bahía de Coronado
La bahía de Coronado  es una gran bahía de Costa Rica  situado en la costa meridional del país, sobre el océano Pacífico. 
- Datos: Q4233951